# Korps Luchtwachtdienst

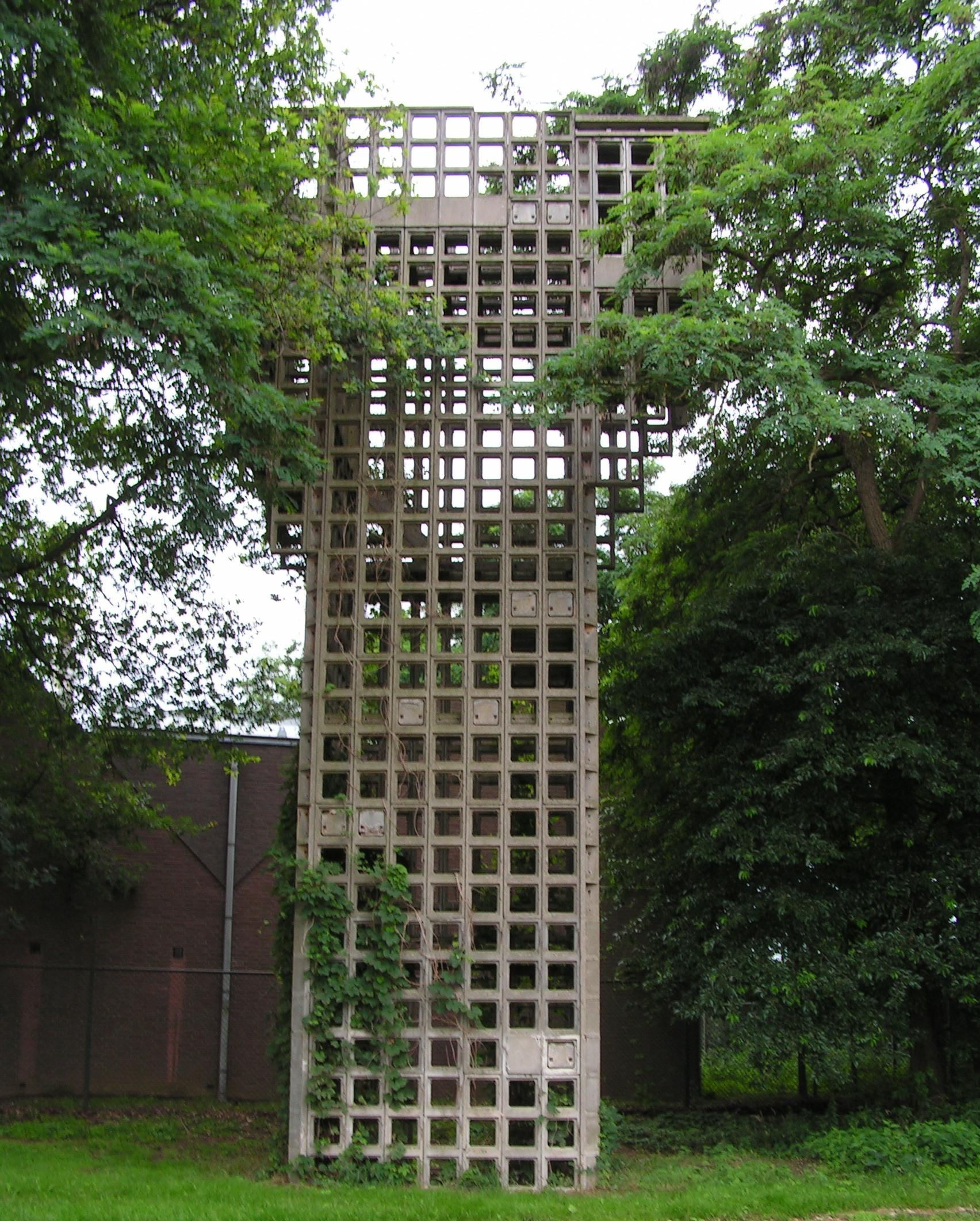
Luchtwachttoren 8L3 tussen Linne en Montfort

Het Korps Luchtwachtdienst (KLD) was een Nederlandse organisatie belast met observatie en melding van in het nationale luchtruim binnengedrongen van vijandelijke vliegtuigen, met name uit de Sovjet-Unie. De dienst was onderdeel van het Commando Luchtverdediging van de Koninklijke Luchtmacht.
Het KLD bemande tussen 1950 en 1968 tijdens de Koude Oorlog een semi-geheim netwerk van luchtwachttorens en andere uitkijkposten met vrijwillige waarnemers. Doel was het met zicht(kijkers) en gehoor signaleren, melden en volgen van vliegtuigen die beneden het toenmalig radarbereik vlogen, dat was een hoogte van minder dan 1500 meter. Naast vliegtuigobservaties en eventuele verdachte scheepsbewegingen meldden de vrijwilligers bijzonderheden over de lokale situatie en het weer. Ook landingen van parachutisten moesten gemeld worden. In populair spraakgebruik stond de afkorting KLD voor kijken, luisteren en doorgeven.
Er was een netwerk van 276 observatieposten verspreid over heel Nederland. De helft was gevestigd in en op bestaande gebouwen, zoals op molens en fabrieken, de overige in speciaal voor dit doel gebouwde losstaande luchtwachttorens.
De meeste van die in de jaren 1950 gebouwde 138 luchtwachttorens zijn later weer gesloopt. Slechts 19 exemplaren resteren, enkele daarvan zijn tot monument verklaard.

## Geschiedenis

### Voorgeschiedenis

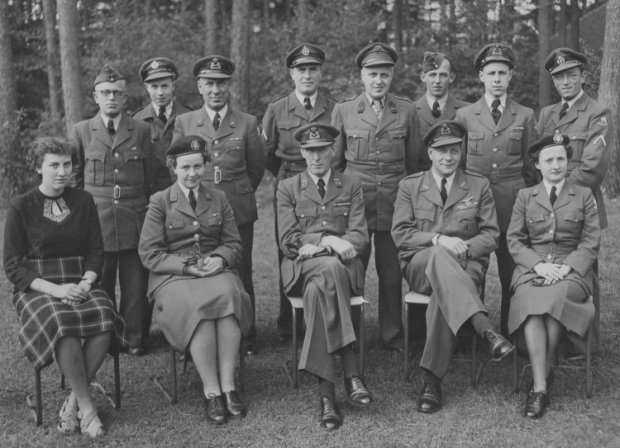
J.G. Sissingh te midden van zijn staf

Het Korps Luchtwachtdienst werd opgericht in 1950 en stond onder leiding van kolonel-vlieger J.G. Sissingh. Het KLD had qua werkwijze overeenkomsten met een eerdere vrijwilligersdienst, het Vrijwillig Landstormkorps Luchtwachtdienst. Dat functioneerde van 1921 tot begin 1940 en gaf tijdens de Duitse inval in Nederland meer dan 16.000 meldingen door. Het Korps Luchtwachtdienst werd in 1950 geheel nieuw opgericht en systematisch georganiseerd om vliegtuigen zodra zij het Nederlandse luchtruim binnenkwamen waar te kunnen nemen, vooral vliegtuigen die te laag vlogen om waargenomen te kunnen worden door de radar. Het netwerk was gemodelleerd naar het luchtverdedigingsnetwerk in het Verenigd Koninkrijk, aan het begin van de Tweede Wereldoorlog, waar het luchtmachtonderdeel Royal Observer Corps met goed resultaat was ingezet om vijandelijke vliegtuigen waar te nemen.

### Opstart
Formeel werd het KLD opgezet om vanaf 1 mei 1950 "door middel van uitkijk- en luisterposten vijandelijke vliegtuigen waar te nemen en aldus gegevens te verstrekken, welke nodig zijn om vijandelijke luchtaanvallen te kunnen bestrijden en de eigen troepen en de burgerbevolking tijdig te kunnen waarschuwen voor naderend luchtgevaar". De dienst was erop gericht om vliegtuigen tot 1500 meter hoogte te kunnen waarnemen. Om dit goed te kunnen doen, werden verspreid over het land 276 luchtwachtposten op hoge punten ingericht. Vliegtuigen zouden tot op een afstand van acht kilometer goed hoorbaar zijn voor het gewone oor, daarom werden er 276 luchtwachtposten op een maximale afstand van 16 kilometer van elkaar geplaatst.

### Bezetting
Per post moesten op elk moment van de dag twee mensen aanwezig zijn: een waarnemer die vliegtuigen moest lokaliseren met behulp van van een positiebepalend luchtwachtinstrument en een 'verbindingsman' die in direct contact stond met een regionaal luchtwachtcentrum. Een van de luchtwachters observeerde de omgeving met een verrekijker, terwijl de tweede man de informatie telefonisch doorgaf het luchtwachtcentrum. In dit centrum werden alle meldingen (vliegbewegingen) geregistreerd op een plottafel en voorzien van een plastic pijltje voor het aangeven van de vliegrichting. Het bijhouden gebeurde door plotsters van de Luchtmacht vrouwenafdeling (Luva) die aan het Korps Luchtwachtdienst waren toegevoegd. Naast de plottafel bevond zich een verticaal 'long-range' bord waarop ook alle vluchtmeldingen van naburige luchtwachtgroepen werden geregistreerd. Zo konden vliegtuigen die het bereik van een andere luchtwachtgroep binnenvlogen permanent worden gevolgd. De luchtwachtcentra verwerkten de gegevens van de luchtwachtposten en rapporteerden aan de centrale organisatie: de Sector Operations Centre van het Commando Luchtverdediging. Hier kwamen ook de waarnemingen van hoogvliegende vliegtuigen die via radar waren opgemerkt binnen. Op basis van alle binnengekomen informatie kon het Sector Operations Centre zo nodig actie ondernemen in de vorm van alarmering van gevechtsvliegtuigen, de luchtdoelartillerie en de Bescherming Bevolking. Het Sector Operations Centre was van 1950 tot 1958 gevestigd in Driebergen (in bunker Cäsar) en vanaf 1958 in Nieuw-Milligen op de Veluwe.
In totaal werden 5200 mensen voor bemanning van de posten nodig geacht, die per tweetal elk drie uur een toren zouden moeten bemannen, waardoor er 16 mensen per luchtwaarnemingstoren nodig waren. Daarnaast waren mensen nodig voor de onderlinge communicatie en de coördinatie van het geheel. Voor de vrijwilligers werd gezocht naar lokale mannelijke burgers (aanmeldingen van vrouwen werden niet geaccepteerd) tussen de 16 en 60 jaar die goede ogen en oren hadden en over een goede conditie beschikten; ze moeten in staat zijn bij een waarschuwing snel de trappen van de toren te beklimmen. De luchtwachttorens waren op fietsafstand van nabijgelegen dorpen geplaatst, zodat vrijwilligers altijd snel ter plaatse konden zijn. De luchtwachters van het Korps Luchtwachtdienst kregen een militaire uitrusting (maar niet standaard een wapen) en droegen een blauw uniform en baret met het KLD-logo van een verrekijker met adelaar.
Bij de opstart waren de 276 posten verdeeld over 8 'luchtwachtgroepen', die zich bevonden in Alkmaar, Amersfoort, Breda, Deventer, Eindhoven, Groningen, Leeuwarden en Rotterdam. Daarbinnen werden sectoren ingericht, kringen genoemd, die bestonden uit 3 (soms 4) luchtwachtposten, die tezamen een driehoek (resp. vierhoek) vormden. Op die manier kon via driehoeksmetingen de positie van een vliegtuig zo nauwkeurig mogelijk worden vastgesteld. In totaal waren er 80 kringen in Nederland.

### Uitvoering
Bij het opzetten van het project werden om de kosten te beperken de luchtwachtposten zoveel mogelijk ingericht op terreinhoogten en op bestaande hoge gebouwen in het landschap, zoals op dijken, heuvels, molens en fabrieken. Op ongeveer de helft van de benodigde locaties waren geen geschikte hoge gebouwen aanwezig, daar werden speciaal ontworpen losstaande torens gebouwd: de luchtwachttorens. 
De meeste luchtwachttorens zijn gebouwd in een opvallende betonconstructie, de raatbouw. Het bestaat uit betonnen panelen met vele vierkante openingen (de raatbouwelementen). Architect M. Zwaagstra ontwierp de torens, in opdracht van het (toenmalige) Ministerie van Oorlog. N.V.Schokbeton in Kampen leverde de constructie en produceerde ook de prefab-elementen. Met deze prefab techniek konden snel torens van verschillende hoogte worden gebouwd. In een enkel geval ontwierp men een van dit model afwijkende toren, zoals de nog bestaande bakstenen luchtwachttorens Scheveningen en Oude Wetering. 
De raatbouwtorens, met een hoogte die varieerde tussen de 4 en 32,5 meter, werden tussen eind 1951 en circa 1956 gebouwd. De torens bestaan uit een betonnen fundering met daarop een toren die opgebouwd was uit verticaal geplaatste betonnen balkelementen op de hoeken, opgevuld met betonnen raatelementen. De onderste 2,3 meter was dichtgezet met tegels om inklimmen tegen te gaan. Binnenin de toren op elke 2 meter horizontale verbindingen, ook van raatbouwelementen, waaraan ook de trappen in de toren bevestigd waren. De trappen waren van hout, behalve de bovenste naar het uitkijkplatform, dat een stalen ladder was. Bovenop elke toren was een openlucht-observatieplatform van 3 bij 3 meter met een 1,5 meter hoge borstwering. Aan de zuidwestzijde van dit uitkijkplatform was een overdekte schuilnis. In het midden van het uitkijkplatform stond het luchtwachtinstrument opgesteld. Het bestond uit een gridtafel, met een kaart van de omgeving met de positie van de toren in het midden daarvan en de locaties van de naburige luchtwachtposten erop. Daarop gemonteerd was een statief met vizier en (losse) kijker en een aanwijsnaald.
Vanwege het tijdelijke karakter dat de torens zouden moeten hebben waren de bouwelementen geschikt voor later hergebruik bij bijvoorbeeld de bouw van schuren. Daar is echter nauwelijks gebruik van gemaakt.
Pas eind jaren vijftig functioneerde het hele netwerk. Het bleek echter moeilijk vrijwilligers te vinden waardoor veel torens met een onderbezetting te maken hadden. Het netwerk was bij voltooiing al grotendeels ingehaald door de tijd. Propellervliegtuigen begonnen in die periode vervangen te worden door de veel snellere straalvliegtuigen. Bovendien was de radar technisch gezien sterk verbeterd en dat maakte het werk van het KLD overbodig. In feite was het netwerk van het KLD al vanaf het begin zinloos, omdat het idee ervoor op de sterk achterhaalde oorlogvoering van het begin van de jaren 40 was gebaseerd.
In de jaren dat het netwerk functioneerde werd één Russisch vliegtuig waargenomen; in 1958 werd door luchtwachttoren Linne bij het Limburgse Montfort een vliegtuig gespot, dat had deelgenomen aan een Franse vliegshow en op de terugweg naar de Sovjet-Unie bewust van koers was afgeweken om een stuk grensgebied te fotograferen.

### Opleiding en oefeningen
De opleiding van de luchtwachters bestond uit een militaire basisopleiding uit wekelijke herhalingslessen en trainingen, die meestal plaatsvonden in de avonduren of op zaterdag. Les werd gegeven in algemene militaire onderwerpen, zoals militaire vorming, en in specifieke op vliegtuigherkenning gerichte lessen. Ook werden er schietlessen en schietoefeningen gehouden. Praktijkoefeningen op de post, de zogenaamde spotteroefeningen, vonden wekelijks plaats. Tijdens de spotteroefeningen werden vliegtuigen van de Koninklijke Luchtmacht ingezet, waarbij een rondje langs een aantal luchtwachtposten werd gevlogen. Aan de luchtwachters op de posten de taak om het juiste vliegtuigtype, afstand en vliegrichting te herkennen en te melden aan het luchtwachtcentrum, waar ze door de Luva’s in kaart werden gebracht. Een paar keer per jaar waren er een- of meerdaagse oefeningen, soms ook internationaal in NAVO-verband.

### Kosten
Het netwerk kostte tientallen miljoenen: in 1951 kostte bijvoorbeeld een toren van 15 meter 9.500 gulden en een van 20 meter 12.200 gulden. Daarbij kwamen nog de kosten voor het fundament, die varieerden tussen de 1.500 en 4.000 gulden. De kosten van de training van de vrijwilligers bedroegen daarnaast tussen de 100 en 300 gulden per persoon per jaar.

## Opheffing en latere functie
In de loop der jaren werden vliegtuigen steeds sneller en werd de radarapparatuur steeds beter, waardoor het Korps Luchtwachtdienst in 1964 kon worden ingekrompen en in 1968 geheel kon worden opgeheven. In 1964 werd het KLD sterk ingekrompen, waarna alleen in het noorden nog een aantal luchtwachtgroepen bleven bestaan. Op 1 juni 1968 werden de laatste nog functionerende luchtwachtgroepen Alkmaar en Leeuwarden opgeheven. De luchtwachttorens werden gedeeltelijk overgenomen door de Bescherming Bevolking, die er apparatuur op plaatste voor het meten van schade door atoombommen. Voor de bemanning werden in 1968 schuilbunkers gebouwd naast een aantal torens. In 1980 werd de Bescherming Bevolking opgeheven en verloren de luchtwachttorens ook voor deze taak hun functie. (Her)gebruik als brandtoren kwam voor, soms al in de jaren vijftig als nevenfunctie naast het luchtwachtgebruik, die functie verviel in de jaren negentig.

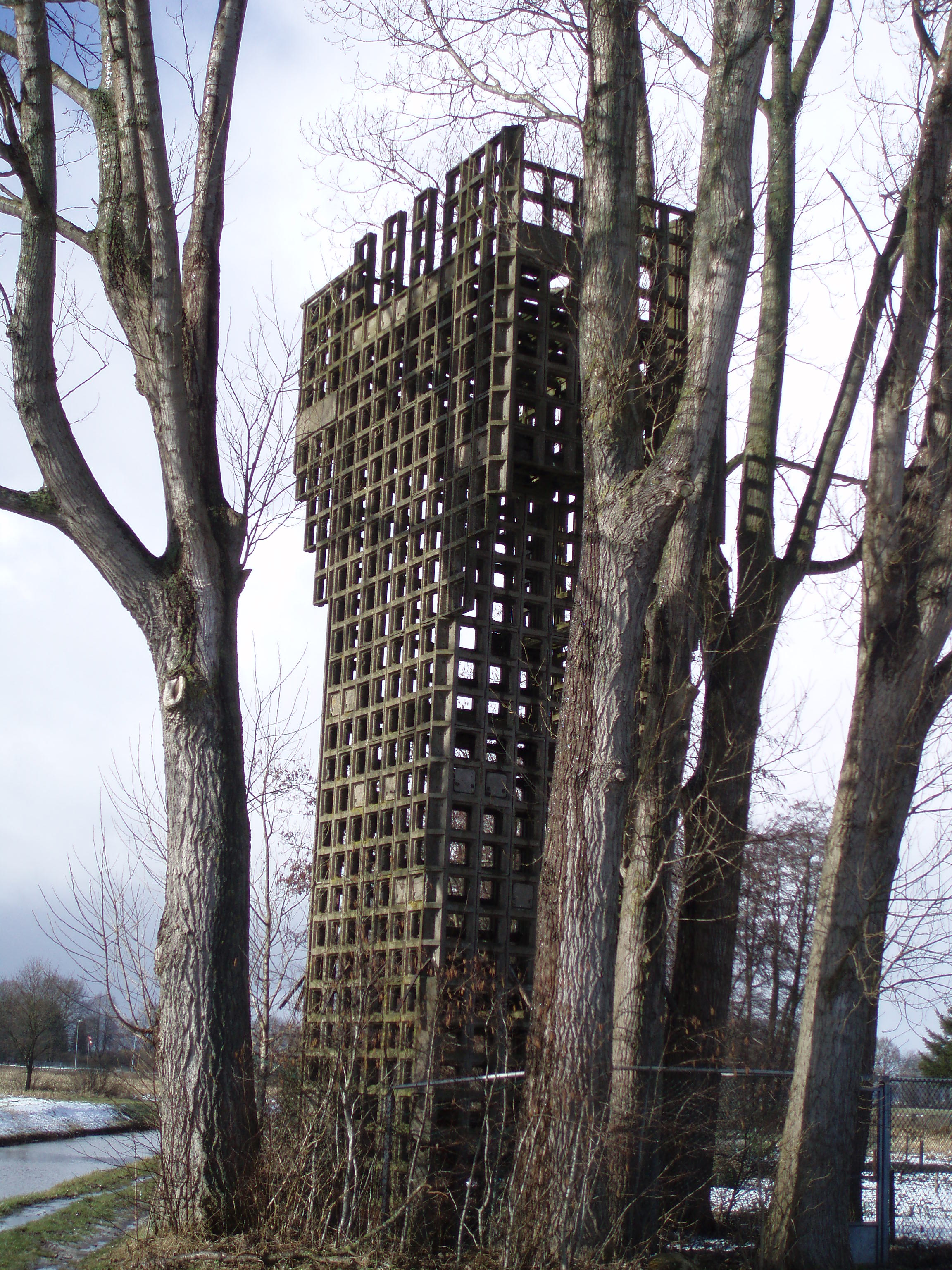
Luchtwachttoren 7Z3 - Schoonebeek aan het Schoonebeker Diep

## Verdwijning en bescherming van de torens
Een groot deel van de torens werd na de opheffing van de luchtwachtdienst afgebroken of opgeblazen. Dit werd mede gedaan vanwege het feit dat het geliefde klimobjecten waren voor de jeugd en omdat de bevolking het maar lelijke 'horizonvervuilers' vond en soms ook vanwege betonrot, waardoor gevaar kon optreden voor de omgeving. Torens die niet werden opgeblazen, werden soms dichtgemetseld of op een andere manier afgedicht om het onmogelijk te maken ze te beklimmen. De hoogste luchtwachttoren stond in Nieuw-Loosdrecht.
Van de eens talrijke luchtwachttorens zijn er slechts 19 bewaard gebleven. Vooral vanaf de jaren 90 begonnen stemmen op te gaan om sommige torens te bewaren voor het nageslacht. Enkele hebben inmiddels de status van beschermd monument. Ook van de luchtwachtposten op bestaande gebouwen is weinig over. Vaak is het gebouw waarop ze stonden inmiddels gesloopt of is in de loop der tijd de op het dak gebouwde post verwijderd.

## Luchtwachtposten op bestaande gebouwen
Ongeveer de helft van alle uitkijkposten werden ingericht op bestaande gebouwen. Een voorbeeld hiervan is de korenmolen Kwaksmölle in Varsseveld. Op de molenromp (het restant van de toen aanwezige molen) is in 1952 luchtwachtpost 1K2 ingericht. Tot 1964 heeft deze post dienstgedaan.